# トゥイ・マリラ

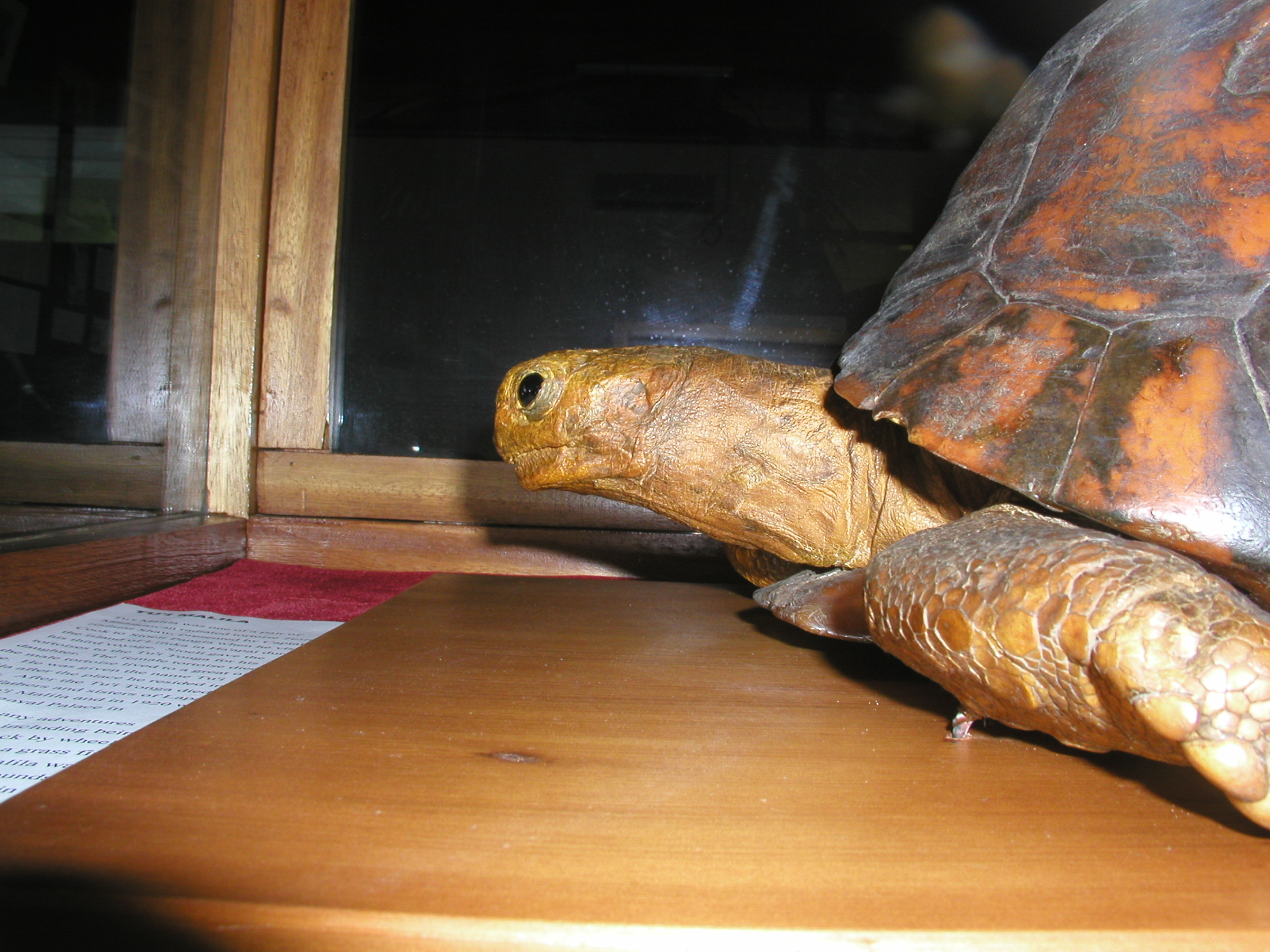
トゥイ・マリラの剥製（2003年）

トゥイ・マリラ（Tu'i Malila、1777年頃 - 1965年5月19日）は、18世紀の探検家ジェームズ・クックによりトンガ王室に献上されたマダガスカル産のホウシャガメである。「トゥイ・マリラ」という名前はトンガ語で「マリラ王」を意味する。
1965年に自然死した時点での年齢は少なくとも188歳以上であり、確認できる中で最も長く生きたカメと言われている。なお、同じく長寿のカメとして知られたアルダブラゾウガメのアドワイチャは250年以上生きたと推定されるが確証には至ってない。